# Sambre
Sambra (francouzsky Sambre, valonsky Sambe) je řeka v severní Francii a jižní Belgii. Protéká francouzskými departementy Aisne a Nord a belgickými provinciemi Henegavsko a Namur. Je levostranným přítokem Mázy. Má délku 180 km, z toho 62 km ve Francii. Plocha povodí činí 2750 km², z toho 1250 km² ve Francii. Průměrný sklon francouzské části řeky je 0,2 ‰.

## Průběh toku
Sambre pramení u Nouvion-en-Thiérache ve francouzském departementu Aisne v nadmořské výšce 200 m v severozápadních výběžcích Arden. Teče převážně po rovině. Protéká francouzsko-belgickou uhelnou pánví, která byla kdysi důležitou průmyslovou oblastí. Řeka je na značné části toku regulována a vlévá se do Mázy v belgickém Namuru.

## Vodní režim
Zdroj vody je převážně dešťový. Maximálních stavů dosahuje v zimě a na jaře.

## Využití
Vodní doprava je možná téměř na celém toku. Do města Charleroi mohou plout lodě s výtlakem do 1500 t. Průplavem Sambre-Oise je spojena s řekou Oise (povodí Seiny) a díky kanálu Charleroi-Brusel má spojení s Bruselem a povodím řeky Šeldy. Mezi města a obce na jejím toku mimo jiné patří:
- Aisne: Barzy-en-Thiérache
- Nord: Landrecies, Aulnoye-Aymeries, Hautmont, Maubeuge
- Henegavsko: Merbes-le-Château, Thuin, Lobbes, Charleroi, Châtelet
- Namur: Sambreville, Floreffe, Namur